# ミリオン・ドリームズ
『ミリオン・ドリームズ』は宝塚歌劇団の舞台作品。
1993年、宝塚大劇場と1999年、全国ツアーは月組、1994年、ロンドンは全組から選抜による公演。1993年、宝塚、1994年、ロンドン公演、1999年、全国ツアーの形式名は「グランド・ショー」。1993年、宝塚における本公演と1999年、全国ツアーは24場。作・演出は三木章雄。
併演作品は1993年宝塚・本公演と1994年が『花扇抄 -花姿恋錦絵-』と『扉のこちら』、1999年が『うたかたの恋』。
1993年月組公演は天海祐希の宝塚大劇場・トップお披露目公演演目の一つであった。

## 公演期間と公演場所
- 1993年9月17日 - 10月25日（新人公演：10月5日）　宝塚大劇場[1][2]
- （東京宝塚劇場公演はない）
- 1994年7月11日 - 7月23日　ロンドン・コロシアム劇場（ロンドン公演）[4]
- 1999年3月18日 - 4月4日　全国ツアー[3]

### 1999年・全国ツアーの日程
- 3月18日　大分県立総合文化センター[3]
- 3月20日・21日　佐賀市文化会館[3]
- 3月23日・24日　九州厚生年金会館[3]
- 3月26日　徳山市文化会館[3]
- 3月27日・28日　広島郵便貯金会館[3]
- 3月30日・31日　静岡市民会館[3]
- 4月2日　川口総合文化センター[3]
- 4月3日・4日　市川市民会館[3]

## 解説
※『宝塚歌劇100年史（舞台編）』の宝塚大劇場公演参考。
暗闇の中に無限のリズムが響く時、新しいビートが新しいスターを生み出す。百万のリズムが息づき、輝き始めるステージ。百万の夢が、ある時は美しく、またある時は激しく、ジャズ、ラテン、ロックのリズムに乗って躍動する。

## スタッフ
※氏名の後ろに「宝塚」「ロンドン」「全国」の文字がなければ全公演共通。
- 作曲・編曲：寺田瀧雄/吉田優子/高橋城
- 編曲：西村耕次
- 音楽指揮：佐々田愛一郎（宝塚）、寺田瀧雄（ロンドン）
- 録音音楽指揮：佐々田愛一郎（全国）
- 振付：羽山紀代美/朱里みさを（宝塚・ロンドン）/名倉加代子/謝珠栄/御織ゆみ乃（全国）/若央りさ（全国）
- 装置：大橋泰弘
- 衣装：任田幾英
- 照明：勝柴次朗（宝塚・ロンドン）、今西正行（全国）
- 音響：加門清邦（宝塚・ロンドン）
- 小道具：万波一重
- 効果：川ノ上智洋（宝塚・ロンドン）、木多美生（全国）
- 演出補：石田昌也（宝塚・ロンドン）
- 演出助手：木村信司/加藤誠（宝塚）/丹波俊輔（宝塚）
- 装置補：新宮有紀（宝塚・ロンドン）
- 装置助手：國包洋子（全国）
- 衣装補：有村淳（宝塚・ロンドン）、河底美由紀（全国）
- 舞台進行：恵見和弘（宝塚）、表原渉（全国）
- 舞台美術製作：株式会社 宝塚舞台（全国）
- 録音演奏：宝塚管弦楽団（全国）
- 制作：佐分孝（宝塚）、久保孝満（全国）

## 主な配役

### 1993年・宝塚

#### 本公演
- 紳士S、若者、シンガー、ピグマリオン、ドリームスター - 天海祐希[1]
- 淑女S、キッズ女S、娘、ドリームスター - 麻乃佳世[1]
- 紳士、キッズ男A、ダンサー男A、ドリームダンサー女S、歌手 - 若央りさ[1]
- 紳士、プレイボーイ、ドリームダンサー男S、歌手 - 久世星佳[1]
- 紳士、ダンサー男A、ダークドールA、ドリームダンサー男A、歌手 - 真琴つばさ[1]
- 司会者 - 邦なつき[1]
- エレガントガイ - 葵美哉[1]/旭麻里[1]/幸風イレネ[1]
- 淑女、音符の精A、エレガントレディ - 舞希彩[1]
- 紳士、ダンサー男A、歌手 - 姿月あさと[1]
- 紳士、ダンサー男A、ピグマリオン - 汐風幸[1]
- 淑女、歌う姫、フランス人形S、ダンサー女A - 風花舞[1]

#### 新人公演
- 紳士S、レッドベレー、恋人、ピグマリオン、スターS - 姿月あさと[2]
- 淑女S、キッズ女、恋人、スター女 - 風花舞[2]
- 紳士、芸術家、プレイボーイ、ダンサー男 - 汐風幸[2]
- キッズ男 - 卯城薫[2]
- 司会者 - 木南あづさ[2]
- 紳士、ダークドールA、ダンサー男 - 樹里咲穂[2]
- 紳士、ピグマリオン（子供） - 彩輝直[2]
- 紳士、シンガー - 成瀬こうき[2]

### 1994年・ロンドン
- 踊る紳士S、トロピカル・ダンディ、パッショーネ男S、歌手男、ピグマリオン、ファイナルダンサーS、パレードの男 - 安寿ミラ[5]
- 歌う紳士S、レッドベレーS、ダークドールA、ファイナルダンサー - 真琴つばさ[5]
- 歌う紳士、ピアニスト、レッドベレー、パッショーネ男歌手、ファイナルダンサー - 香寿たつき[5]
- 踊る淑女S、トロピカル・ガールA、歌手女 - 月影瞳[5]
- 踊る淑女、音符の精A、キッズ女S、フランス人形S - 風花舞[5]
- レッドベレー、パッショーネ男A、ピグマリオン・子供、ドリームダンサー歌手 - 和央ようか[5]

### 1999年・全国
- 歌う紳士S、踊るスター・男、レッド・ベレーS、トリステーザ男、パッショーネ男S、歌手・男S、ピグマリオン、ドリーム・スター男S、パレードの男S - 真琴つばさ[9]
- 踊るスター・女、トリステーザ女、歌手・女S、ドリーム・スター女S、パレードの女S - 檀れい[9]
- 踊る紳士S、エクレール・プランS、ダークドールA、ドリーム・ダンサー男A、ドリーム・スター男A、パレードの男・歌手 - 大和悠河[9]
- 踊る紳士A、シンガー男A、パッショーネ男A、ドリーム・ダンサー男S、パレードの歌手 - 汐美真帆[9]
- 踊る淑女A、キッズ女S、パッショーネ歌手、ドリーム・シンガー、エトワール - 千紘れいか[9]